# Aimophila
Aimophila  es un género de aves paseriformes de la familia Passerellidae, conocidos vulgarmente como chingolos, cuyos miembros habitan en América del Norte y América Central.
Algunas especies clasificadas anteriormente en Aimophila se consideran ahora integradas en el género Peucaea.
El nombre del género proviene del griego aimos (αιμος): matorral, y fila (φιλα): amante, por lo que significa "el que ama el matorral" .
Son aves que habitan en regiones áridas y semiáridas, abundantes en arbustos o pastos, principalmente en áreas de matorrales y en algunos casos sabanas.
Son de tamaño mediano, entre 13 y 20 cm de longitud del pico a la cola. El pico es cónico y, al igual que la cola, es relativamente grande en proporción al tamaño del cuerpo. Se alimentan esencialmente de semillas y construyen nidos en forma de taza. Su plumaje es opaco; gris y pardo, sin prácticamente dimorfismo sexual. Son características diagnósticas el patrón de la cabeza —que incluye partes rojizas, blancas y negras—, así como el canto de los machos.

## Especies
Se reconocen las siguientes especies:
- Aimophila ruficeps. Norteamérica
- Aimophila notosticta. Endémica de México
- Aimophila rufescens. México y América Central